# Филе Нередски
Филип (Филе) Нередски е български революционер, деец на Вътрешната македоно-одринска революционна организация.

## Биография
Роден е в леринското българско село Неред, тогава в Османската империя, днес Полипотамо, Гърция. Присъединява се към ВМОРО и като селски войвода на чета участва в Илинденско-Преображенското въстание през лятото на 1903 година. След въстанието действа в района на Неред.